# Per Maning
Per Maning (* 22. července 1943, Tøyen, Oslo) je norský umělecký fotograf. Od roku 1980 má na poli fotografie velký vliv a je zastoupen v galeriích a muzeích umění na mezinárodní i národní úrovni. Mimo jiné je Per Maning známý svými charakteristickými obrazy zvířat, ve kterých klade zvláštní důraz na skutečné setkání mezi zvířetem a člověkem.

## Kariéra
Per Maning začal svou kariéru jako umělecký ředitel v reklamní agentuře Haugen og Maning, ale od 80. let se postupně stal profesionálním uměleckým fotografem na plný úvazek. Jeho umělecká díla od té doby získávala velké mezinárodní uznání, v roce 1990 zrealizoval samostatnou výstavu v Muzeu Folkwang v Essenu. Zastupoval také Norsko během bienále v Sydney v roce 1992 a benátského bienále v roce 1995. Jeho obrazy jsou také zastoupeny v řadě sbírek muzeí po celém světě, včetně Muzea moderního umění, muzea Stedelijk a Kiasma. Per Maning také spolupracoval v Munchově muzeu v roce 2006, kde měl výstavu Mellom klokken og veggen (Mezi hodinami a zdí), která porovnávala současné umělecké výrazy Maninga a historické obrazy Edvarda Muncha. Per Maning se také účastnil výstavy Munch the forest, naposledy představené v Galleri Brandstrup v roce 2016 a zaměřené na zachování lesa v Ekely, který je součástí kulturního dědictví Edvarda Muncha. Tato výstava vynikla tím, že měla na rozdíl od předchozích děl Per Maninga politický podtext.
Norská hudební skupina A-ha použila jednu z jeho fotografií na obálce svého koncertního alba Jak Můžu Spát, když Tvůj Hlas v Mé Hlavě.

## Sbírky
- Muzeum Moderního Umění, New York
- Muzeum Volkwang, Essen, Německo
- Kiasma, Helsinky
- Stedelijik Muzeum, Amsterdam
- Muzeum moderny, Stockholm
- Museum současného umění, Oslo
- Národní Muzeum, Oslo
- Moderna Museet, Stockholm
- Preus museum, Horten